# Ла Върн (град, Калифорния)
Ла Върн (на английски: La Verne) е град в окръг Лос Анджелис, щата Калифорния, САЩ. Ла Върн е с население от 31638 жители (2000) и обща площ от 21,79 km². Намира се на 323 m надморска височина. ЗИП кодовете му са 91750, а телефонният му код е 909.